# Guatteria wachenheimii
Guatteria wachenheimii é uma espécie de magnólia .  Foi descrito pela primeira vez por Raymond Benoist .  Guatteria wachenheimii pertence ao gênero Guatteria, e à família Annonaceae. Não existe esse tipo listado.